# Honduras a 2020. évi nyári olimpiai játékokon
Honduras a japán Tokióban megrendezett 2020. évi nyári olimpiai játékok egyik részt vevő nemzete volt. Az országot 5 sportágban 27 sportoló képviselte, akik érmet nem szereztek.

## Atlétika
| Versenyző  | Versenyszám | Döntő   | Döntő    |
| Versenyző  | Versenyszám | Idő     | Helyezés |
| ---------- | ----------- | ------- | -------- |
| Iván Zarco | Maraton     | 2:44,36 | 76.      |

## Cselgáncs
| Versenyző    | Versenyszám   | 32-es főtábla | Nyolcaddöntő | Negyeddöntő  | Elődöntő     | Vigaszág elődöntő | Bronz- mérkőzés | Döntő        | Helyezés     |
| ------------ | ------------- | ------------- | ------------ | ------------ | ------------ | ----------------- | --------------- | ------------ | ------------ |
| Cergia David | Női váltósúly | visszalépett  | visszalépett | visszalépett | visszalépett | visszalépett      | visszalépett    | visszalépett | visszalépett |

## Labdarúgás
Játékoskeret
| Hondurasi férfi labdarúgócsapat-játékoskeret | Hondurasi férfi labdarúgócsapat-játékoskeret |
| --- | --- |
| - Alex Güity - Denil Maldonado - Wesly Decas - Carlos Meléndez - Cristopher Meléndez - Jonathan Núñez - José Alejandro Reyes - Edwin Rodríguez - Jorge Benguché - Rigoberto Rivas - Samuel Elvir | - Michael Perelló - Brayan Moya - José Pinto - Carlos Pineda - José García - Luis Palma - Juan Obregón Jr. - Douglas Martínez - Jorge Álvarez - Elvin Oliva - Bryan Ramos |

Csoportkör
B csoport
| Hely. | Csapat          | M | Gy | D | V | G+ | G– | Gk | P | Továbbjutás |
| ----- | --------------- | - | -- | - | - | -- | -- | -- | - | ----------- |
| 1.    | Dél-Korea (KOR) | 3 | 2  | 0 | 1 | 10 | 1  | +9 | 6 | Negyeddöntő |
| 2.    | Új-Zéland (NZL) | 3 | 1  | 1 | 1 | 3  | 3  | 0  | 4 | Negyeddöntő |
| 3.    | Románia (ROU)   | 3 | 1  | 1 | 1 | 1  | 4  | −3 | 4 |             |
| 4.    | Honduras (HON)  | 3 | 1  | 0 | 2 | 3  | 9  | −6 | 3 |             |

| 2021. július 22. 20:00 (13:00) |

| Honduras (HON) | 0–1               | Románia (ROU)       |
| -------------- | ----------------- | ------------------- |
|                | (0–1) Jegyzőkönyv | Oliva 45+1' (öngól) |

| Kasima Stadion, Kasima Játékvezető: Leodán González (uruguayi) |

| 2021. július 25. 17:00 (10:00) |

| Új-Zéland (NZL)     | 2–3               | Honduras (HON)                        |
| ------------------- | ----------------- | ------------------------------------- |
| Cacace 10' Wood 49' | (1–1) Jegyzőkönyv | Palma 45+1' Obregon Jr. 78' Rivas 87' |

| Kasima Stadion, Kasima Játékvezető: Orel Grinfeld (izraeli) |

| 2021. július 28. 17:30 (10:30) |

| Dél-Korea (KOR) | 6–0               | Honduras (HON) |
| --- | ----------------- | -------------- |
| Hvang Idzso (Hwang Ui-jo) 12' (11-esből) 45+5' 52' (11-esből) Von Dudzse (Won Du-jae) 19' (11-esből) Kim Dzsinja (Kim Jin-ya) 64' I Gangin (Lee Kang-in) 82' | (3–0) Jegyzőkönyv |                |

| Nissan Stadion, Jokohama Játékvezető: Georgi Kabakov (bolgár) |

## Taekwondo
| Versenyző   | Versenyszám   | Nyolcaddöntő       | Negyeddöntő | Elődöntő | Vígaszág | Bronz- mérkőzés | Döntő   | Hely    |
| ----------- | ------------- | ------------------ | ----------- | -------- | -------- | --------------- | ------- | ------- |
| Keyla Ávila | Női nehézsúly | Zseng (CHN) · 1-20 | kiesett     | kiesett  | kiesett  | kiesett         | kiesett | kiesett |

## Úszás
| Versenyző     | Versenyszám        | Előfutam | Előfutam | Előfutam | Elődöntő | Elődöntő | Elődöntő | Döntő   | Döntő    |
| Versenyző     | Versenyszám        | Idő      | Hely.    | Össz.    | Idő      | Hely.    | Össz.    | Idő     | Helyezés |
| ------------- | ------------------ | -------- | -------- | -------- | -------- | -------- | -------- | ------- | -------- |
| Julio Horrego | Férfi 100 m mell   | 1:02,45  | 4.       | 43.      | kiesett  | kiesett  | kiesett  | kiesett | kiesett  |
| Julio Horrego | Férfi 200 m mell   | 2:17,51  | 6.       | 37.      | kiesett  | kiesett  | kiesett  | kiesett | kiesett  |
| Julimar Avila | Női 200 m pillangó | 2:15,36  | 5.       | 16.      | 2:16,38  | 8.       | 16.      | kiesett | kiesett  |